# محاصره قندهار (۱۶۰۵–۱۶۰۶)
محاصره قندهار جنگی بود که بین سال‌های ۱۶۰۵–۱۶۰۶ بین دو امپراتوری صفویان و گورکانیان روی داد. گورکانیان در این نبرد پیروز شدند.
پس از آن که اکبر کبیر، پادشاه گورکانی، وفات یافت، عامل هرات که مطیع شاه عباس کبیر بود، با استفاده وضعیت آشفته هند به قندهار حمله کرد و شهر را در محاصره گرفت ولی امیر قندهار، شاه بیگ خان، در برابر سپاهیان صفوی مقاومت کرد و نهایتاً جهانگیرشاه، جانشین اکبر گورکانی، با سپاهیان خود به کمک قندهاریان آمده و محاصره را در هم شکست.